# بافيل هوتكا
بافيل هوتكا مواليد 28 فبراير 1949 في شومبيرك، تشيكوسلوفاكيا، هو لاعب كرة مضرب تشيكي سابق وكان يلعب باليد اليمنى. أعلى تصنيف له في الفردي كان المركز الـ 103 في سنة 1978.

## النهائيات

### الزوجي: (2)
| الرقم | السنة | الدورة              | الأرضية | الشريك    | المنافس في النهائي         | النتيجة في النهائي |
| ----- | ----- | ------------------- | ------- | --------- | -------------------------- | ------------------ |
| 1.    | 1980  | تسيل أم زيه، النمسا | ترابية  | جيري هربك | واين باسكو ديف زيجلر       | 3–6, 7–5, 7–6, 6–2 |
| 2.    | 1981  | بارا, إسبانيا       | ترابية  | جيري هربك | أنجل جيمينيز خايرو فيلاسكو | 7–5, 4–6, 9–7      |

## روابط خارجية
- بافيل هوتكا على موقع رابطة محترفي التنس (الإنجليزية)
- بافيل هوتكا على موقع الاتحاد الدولي لكرة المضرب (الإنجليزية)
- بافيل هوتكا على موقع خلاصة التنس.كوم (الإنجليزية)